# Residente de longa duração (União Europeia)
Um residente de longa duração da União Europeia é uma estrangeiro que não é cidadão nacional de um estado-membro da UE, mas que residiu legal e continuamente no território desse estado-membro com um visto válido durante, no mínimo, (5) cinco anos consecutivos sem utilizar qualquer meio de apoio, por exemplo, sem recurso ao sistema de assistência e segurança social do estado-membro da UE de acolhimento, que não esteve ausente do estado-membro por mais de (6) seis meses consecutivos e (10) dez meses no total, que dispõe de meios de subsistência e que cumpre todos os requisitos adicionais, conforme estabelecido na Diretiva 2003/109/CE.
Disposições especiais, mais favoráveis, aplicam-se apenas aos estrangeiros titulares do Cartão Azul UE, que é destinado exclusivamente aos estrangeiros altamente qualificados. Os titulares do Cartão Azul UE podem obter o estatuto de Residente de Longa Duração UE após apenas (2) dois anos de residência legal e ininterrupta num estado-membro, desde que tenham residido no território da UE nos últimos (5) cinco anos como titular do Cartão Azul UE, conforme a Diretiva (UE) 2021/1883.
No geral, o estatuto de Residente de Longa Duração UE permite ao titular alguns dos direitos de livre circulação concedidos aos cidadãos da UE/EEE nos países participantes na Diretiva. A Dinamarca e a Irlanda (e, antes da sua saída, também o Reino Unido), apesar de serem membros da UE, não participam na aplicação destas Diretivas porque possuem derrogações (opt-out) nas legislações do Espaço de Liberdade, Segurança e Justiça (ELSJ). A implementação e o cumprimento dos requisitos da Diretiva 2003/109/CE é obrigatória e está a cargo de todos os estados-membros participantes da UE/EEE.

## Estatuto de Residente de Longa Duração UE

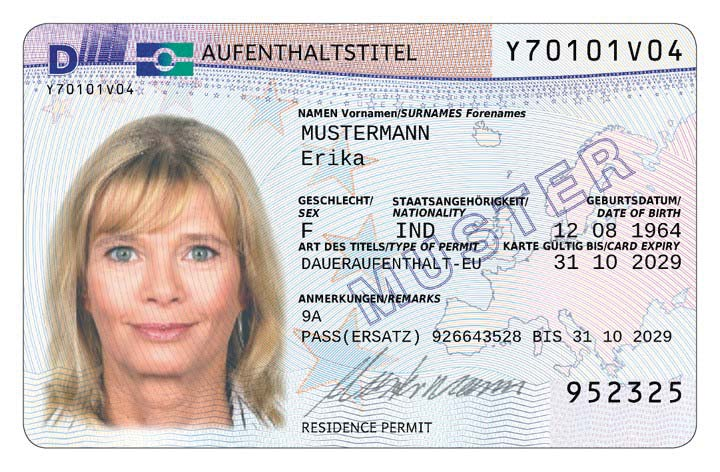
Frente de uma autorização de Residente de longa duração UE, emitida na Alemanha.

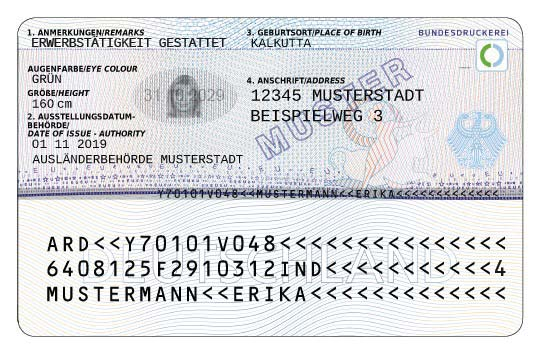
Verso de uma autorização de Residente de longa duração UE, emitida na Alemanha.

Para obter o estatuto de Residente de Longa Duração UE, o estrangeiro nacional de um país terceiro deve residir legal e continuamente num dos estados-membros da UE há pelo menos (5) cinco anos. No entanto, neste período de (5) cinco anos, são permitidas ausências consecutivas inferiores a (6) seis meses num total de (10) dez meses. Para efeitos da contagem de tempo, são obrigatoriamente descartados os períodos de tempo em que o estrangeiro foi um au pair, um trabalhador temporário ou sazonal, um trabalhador destacado ou um diplomata. Disposições especiais também se aplicam a estudantes e candidatos a asilo. A pessoa em questão deve ser considerada capaz de se sustentar a si e à sua família, bem como dispor de um seguro de saúde abrangente que cubra todos os riscos cobertos aos próprios cidadãos nacionais desse estado-membro da UE de acolhimento. Quem pode ser considerado membro da família é definido de acordo com a Diretiva 2003/86/CE, relativa ao Reagrupamento Familiar.
O requerimento do estatuto de Residente de Longa Duração UE deve ser apresentado às autoridades de imigração do estado-membro de acolhimento do requerente. A decisão fundamentada das autoridades de imigração deve ser tomada no prazo de (6) seis meses e notificada por escrito ao estrangeiro nacional do país terceiro. Somente em casos especiais o prazo pode ser prorrogado. Se o pedido do estatuto de Residente de Longa Duração UE for deferido, o nacional do país terceiro receberá uma autorização de residência especial para Residente de Longa Duração UE. Esta é uma Autorização de Residência Permanente que deve é válida por (5) cinco anos e que pode ser renovada a requerimento do interessado, antes do fim do prazo de validade.
O estatuto de Residente de Longa Duração UE é obrigatoriamente revogado caso se verifique uma situação em que o estrangeiro em causa o adquiriu por meio de fraude ou se o estrangeiro for removido do Espaço Schengen por motivos de ordem pública ou segurança pública. O estatuto também é obrigatoriamente cancelado por ausência do estado-membro da UE/EEE de acolhimento por um período de (12) doze meses consecutivos. Um estrangeiro também perde obrigatoriamente o seu estatuto de Residente de Longa Duração se adquirir um estatuto equivalente noutro estado-membro da UE/EEE.

## Países participantes
Os países que participam da implementação da Diretiva incluem:
- Áustria (Alemão: Daueraufenthalt – UE)
- Bélgica (Francês: Résident de longue durée – UE, Neerlandês: EG – langdurig ingezetene)
- Bulgária (Búlgaro: дългосрочно пребиваващ в ЕC)
- Croácia (Croata: Osoba s dugotrajnim boravištem – EZ)
- Chipre (Inglês: Long term resident – EC)
- Chéquia (Checo: Povolení k pobytu pro dlouhodobě pobývajícího rezidenta – ES)
- Estónia (Estoniano: Pikaajaline elanik – EÜ)
- Finlândia (Finlandês: P EY 2003/109 EY, Sueco: P EG 2003/109 EG)
- França (Francês: Carte de résident de longue durée – UE)
- Alemanha (Alemão: Daueraufenthalt – UE)
- Grécia (Grego: επί μακρόν διαμένων – ΕΚ)
- Hungria (Húngaro: Huzamos tartózkodási engedéllyel rendelkező – EK ou EK letelepedési engedély)[9]
- Itália (Italiano: Permesso di soggiorno UE per soggiornanti di lungo periodo ou Soggiornante di lungo periodo – UE)[10][11]
- Letónia (Letão: Eiropas Savienības pastāvīgā iedzīvotāja statuss – ES)
- Lituânia (Lituano: Ilgalaikis gyventojas – EB)
- Luxemburgo (Francês: Resident de longue durée – UE)
- Malta (Maltês: Resident fit-tul – UE)
- Países Baixos (Neerlandês: EG - langdurig ingezetene)
- Polónia (Polonês: Pobyt rezydenta długoterminowego UE)
- Portugal (Residente CE de longa duração)
- Roménia (Romeno: Rezident pe termen lung - UE ou Permis de sedere pe termen lung - UE)[12]
- Eslováquia (Eslovaco: Osoba s dlhodobým pobytom – ES)
- Eslovénia (Esloveno: Rezident za daljši čas – ES)
- Espanha (Castelhano (Espanhol): Residente de larga duração – UE)
- Suécia (Sueco: Varaktigt bosatt - EG)

## Implementação por país participante

### Alemanha
Os requisitos básicos para a concessão do estatuto de Residente de Longa Duração UE na Alemanha estão de acordo com a Secção 9a (2) AufenthG:
1. uma permanência de pelo menos cinco anos com uma autorização de residência na Alemanha,
2. conhecimento suficiente da língua alemã,
3. conhecimento básico da ordem legal e social e das condições de vida na Alemanha,
4. a ausência de perigo para a segurança ou ordem pública,
5. uma habitação com espaço suficiente em função do número de elementos do seu agregado familiar,
6. capacidade de garantir a sua subsistência e a subsistência dos seus familiares, de acordo com o § 9c AufenthG, incluindo:
  1. cumprimento das obrigações fiscais,
  2. realização das contribuições para uma caixa de previdência apropriada,
  3. existência de um seguro saúde válido com cobertura geral que abrange todos os elementos do agregado familiar,
  4. o rendimento regular é obtido através de um emprego autorizado.

De acordo com o Regulamento Administrativo Geral da Lei da Residência, a pensão é apenas de natureza prognóstica, o que significa que quando atingir a idade da reforma deverá ter direito a uma pensão adequada para obter o estatuto de Residência de longa duração UE.

### Chéquia
Uma pessoa titular de uma Autorização de Residência Permanente juntamente com o estatuto legal de "Residente de Longa Duração UE" de outro estado-membro da UE (doravante designado como “residente de outro estado-membro da UE”) tem o direito de apresentar uma candidatura ao estatuto de Residente de Longa Duração UE se ele/ela pretender residir temporariamente na Chéquia por mais de três meses.

### Finlândia
Os titulares de uma autorização de residência elegível (excluindo asilo) podem, após cinco anos de residência consecutiva, solicitar o estatuto de Residente de Longa Duração UE na Finlândia, desde que não residam fora do país por mais de seis meses consecutivos e dez meses no total. Este estatuto pode ser retirado se o titular residir continuamente fora da UE por mais de dois anos, ou fora da Finlândia por mais de seis anos.
Os titulares do estatuto de Residente de Longa Duração UE emitido noutro estado-membro da UE e que pretendam residir na Finlândia podem fazê-lo a partir desse país ou na Finlândia.

### Países Baixos
Para adquirir o estatuto de Residente de Longa Duração UE nos Países Baixos, é necessário passar no Exame Básico de Integração Cívica e ter pelo menos cinco anos consecutivos de residência. Para além disso, os titulares do estatuto de Residente de longa duração UE que procuram um emprego só precisam de uma autorização de trabalho para nos primeiros doze meses, ao contrário dos cinco anos habituais.

### Suécia
Antes de 2019, a lei era tal que, para adquirir o estatuto de Residente de Longa Duração UE na Suécia, era necessário ter residido na Suécia continuamente por cinco anos com Autorização de Residência de Curta Duração (em sueco: uppehållstillstånd) e ter uma Autorização de Residência Permanente (em sueco: uppehållstillstånd permanente). Desde 2019, uma pessoa que tenha permanecido na Suécia por cinco anos ininterruptos com uma autorização de residência ou "residente legal de outra forma" pode solicitar o estatuto de Residente de Longa Duração UE. Esta mudança na lei foi feita para que os cidadãos britânicos que moram na Suécia após o Brexit pudessem solicitar o estatuto, porque, caso contrário, seriam inelegíveis, pois moravam na Suécia com direito de residência, e não com uma autorização de residência.
O requerente do estatuto também deve ter meios de subsistência. No entanto, o tempo da permanência com visto de turista ou com visto de estudante, entre outros, não pode ser utilizado para efeitos da contagem do tempo para a obtenção do estatuto.
Os Residentes de Longa Duração UE que se mudam para a Suécia são obrigados a solicitar uma autorização de residência se permanecerem por mais de 90 dias. No entanto, eles podem começar a trabalhar ou estudar na chegada, sem esperar por uma decisão neste caso. Uma autorização de trabalho (em sueco: arbetstillstånd) não é necessária para um Residente de Longa Duração UE, no entanto, um certificado de contratação deve ser apresentado pelos residentes que se candidatam ao estatuto de Residente de Longa Duração UE por motivações de trabalho.

## Transferência do estatuto de Residente de Longa Duração UE
Se um estrangeiro nacional de um país terceiro se deslocar para um estado-membro diferente daquele em que obteve o seu estatuto de Residente de Longa Duração UE, o interessado tem o direito de requerer o estatuto de Residente de Longa Duração UE no novo estado-membro apenas após (5) cinco anos de residência legal e ininterrupta. Aplicam-se as mesmas condições e procedimentos para obtenção do estatuto de Residente de Longa Duração UE aos estrangeiros nacionais de um país terceiro sem o estatuto de Residente de Longa Duração UE.
Disposições especiais, mais favoráveis, aplicam-se apenas aos estrangeiros com o Cartão Azul UE, que é destinado exclusivamente aos estrangeiros altamente qualificados. Estes estrangeiros podem obter o estatuto de Residente de Longa Duração UE após apenas (2) dois anos de residência legal e ininterrupta num estado-membro, desde que tenha residido no território da UE/EEE nos últimos (5) cinco anos como titular do Cartão Azul UE. 

## Recepção
Após o prazo para a introdução do estatuto de imigração específico de Residente de Longa Duração UE em 2006, verificou-se que a Diretiva abrangia uma percentagem relativamente pequena dos estrangeiros nacionais de países terceiros na maioria dos países participantes na Diretiva. Além disso, destes, poucos utilizaram os seus direitos de mobilidade na UE.
Os principais motivos apontados para a reduzida adoção deste estatuto são os seguintes:
- a falta de informação disponível sobre o estatuto de Residente de Longa Duração UE entre os nacionais de países terceiros
- a falta de informações disponíveis sobre o estatuto de Residente de Longa Duração UE entre as autoridades nacionais de imigração e proteção de fronteiras
- a concorrência com os regimes nacionais:
  - Autorizações de Residência de Longa Duração nacionais emitidas individualmente por cada estado-membro em cumprimento da legislação da UE, e
  - possibilidade de obter a cidadania de um estado-membro da UE por naturalização em apenas (5) cinco anos em alguns estados-membros
- a concorrência com o Cartão Azul (União Europeia)
- requisitos de integração.

## Informação adicional
De acordo com o capítulo IV, artigo 24.º da Diretiva, a Comissão apresenta periodicamente relatórios ao Parlamento Europeu e ao Conselho sobre a aplicação e o cumprimento dos requisitos da presente Diretiva nos estados-membros e propõe as alterações necessárias. Os relatórios fornecem informações sobre as especificidades de aplicação da Diretiva nos sistemas legislativos nacionais, bem como as estatísticas da adoção deste tipo de autorização de residência.
Havia 10.357.741 residentes de longa duração na UE/EEE no final de 2019, sendo que 2.369.156 deles tinham a autorização emitida pela Alemanha e 2.153.101 pela França.

## Brexit e os cidadãos do Reino Unido com Residência de longa duração UE
A Residência de Longa Duração UE é o estatuto que é recomendado pela Comissão Europeia que seja concedido aos cidadãos do Reino Unido após o Brexit, que residiram nos estados-membros da UE por um período de pelo menos (5) cinco anos. Os direitos dos cidadãos nacionais do Reino Unido após a conversão para cidadãos nacionais de países terceiros à UE/EEE com estatuto de Residente de Longa Duração UE são significativamente reduzidos em comparação com o conjunto de direitos por eles exercidos anteriormente enquanto cidadãos da UE.